# 메스그램
메스그램(Messgram)은 한국의 포스트 하드코어, 트랜스코어 밴드이다. 2011년도에 결성되었다. 아치 에너미의 드러머 다니엘 엘런드슨(Daniel Erlandsson)이 메스그램의 첫 데모곡 "EVERY MOMENT" 을 들어 본 뒤, 그들과의 작업을 승낙한 것으로 유명하다. 3년여간의 작업과 고민 끝에 2014년 4월 첫 EP 앨범인 This is a mess, But it's us를 발표했다. 총 5곡이 들어간 이 앨범은 미국 아트리움 스튜디오에서 믹싱을 거쳤다. 팝적인 멜로디와 헤비한 구성으로 많은 사람들에게 이목을 끌었고, 수준 높은 사운드를 담은 EP앨범은 다양한 분야의 리스너들로부터 호평을 받고있다. 공연 활동 뿐만 아니라, 페이스북과 트위터를 통한 온라인에서도 그들의 음악을 좋아하는 팬들과의 교류가 굉장히 활발하다. 2015년 2월 10일 여성보컬 멤버였던 YK의 탈퇴소식을 페이스북 페이지를 통해 발표와 함께 SNS 공개구인을 통해 멤버를 구하겠다는 발표를 하였으며 SNS로 여덟명의 후보 발표와 투표 이후 2015년 3월 28일 새로운 보컬 멤버 지영의 영입소식을 페이스북 페이지를 통해 발표하였다. 2016년 2월 5일 베이스기타 멤버인 Seth가 개인적인 스케줄 문제로 탈퇴를 선언했다.

## 현재 구성원
- 신유식(기타)
- 이수진(드럼)
- 지영(보컬)
- 찬현(베이스)
- Jahnny Shin(FX)

## 이전 구성원
- YK (보컬)
- Seth (베이스)

## 음반 목록
- EP 《This Is A Mess, But It`s Us.》(2014년 4월)
- 디지털 싱글 《Silent Scream》(2015년 6월)
- 디지털 싱글 《Patterns》(2015년 12월)
- 정규 1집 《Cheers for the Failures》(2021년 4월》

## 주요 경력
- 2013 야마하 아시안 비트 코리아 파이널 3위
- 삼익뮤직스쿨 SIMS 레지던시 프로그램 선정 Unite with 2ne1 공모전 선정작
- 밴드 디아블로의 펀딩21 파워업 프로젝트 최종 후보
- 제 15회 동두천 락페 본선 진출
- 제 15회 쌈싸페 최종 결선 진출
- 레드불 Live On The Road 2014 3위 입상
- 2014 HELLRIDE Resurrection vol. 8 at Live Hall Prism 공연
- 2014 인천 펜타포트 락 페스티벌 CASS STAGE 공연
- 2014 대전 호락호락 락 페스티벌 MAIN STAGE 공연
- 2014 가평 자라섬 재즈페스티벌 WELCOME POST STAGE 공연
- 2014 화천 산천어 락페스티벌 동상 수상

## 공식 사이트
- 공식 홈페이지
- 공식 페이스북
- 공식 트위터
- 공식 블로그 보관됨 2014-05-05 - 웨이백 머신
- 공식 유투브 채널
- 공식 VK
- 공식 텀블러